# 宮古民政府
宮古民政府（みやこみんせいふ、Miyako Civil Government）は、アメリカ軍占領下の宮古諸島における行政機構で、1947年3月21日に設立された。宮古民政府知事として宮古支庁長で後のオリオンビール創業者である、具志堅宗精が任命された。また諮問機関として「宮古議会（後に宮古民政議会に改称）」が設置された。

## 民政府発足前の「宮古支庁」
沖縄戦によって沖縄県庁の機能が麻痺したことに伴い、米軍政府は「宮古支庁」に日本政府及び沖縄県庁の権限を代行するように命じた（1945年12月8日）。これにより、警察や司法や郵便の業務も宮古支庁の管轄となった。財源はかつての国税・県税が当てられた。

### 「宮古支庁」の行政機構
- 支庁長
  - 総務課
  - 労務課
  - 財務課
  - 産業課
  - 土木課
  - 衛生課
  - 警察署
  - 郵便局

## 宮古議会
宮古支庁の諮問機関として1946年に設置された宮古郡会が前身である。権限は予算審議や意見書の提出などであった。宮古民政府の発足に伴い宮古議会と改められた。1950年になり、宮古民政議会に改組された。